# 浮く運動
浮く運動（うくうんどう）では、主に初期段階の水泳の練習として行われる、水への様々な浮き方について述べる。水泳の初心者が、水に浮く感覚を身に付けるための練習として行われる。学校教育の体育科の授業において活用される。

## ダルマ浮き
膝を抱え込んで背中を上にした状態で水に浮くこと。その形状がだるまを連想させることからこの名称がある。プールの中に立ち、下半身を前倒しにし、両脚を底から離して膝を抱え込むようにすることで完成する。最初に大きく息を吸うのがポイントである。背中は水面上に出て、耳は水没する。

## クラゲ浮き
ダルマ浮きの状態で、両膝から手を離すと出来上がる。腕は垂れ下がり、耳は水没する。

## 伏し浮き
クラゲ浮きの状態で、さらに手脚を伸ばすとできる。うつ伏せで水面に浮くことになる。これは水の中で進む感覚を覚えるために行われるものである。
プールの壁を蹴って伏し浮きの姿勢のまま進むことをけ伸び（けのび）といい、これは全ての泳法に通じるため、水泳の基本ともされる。

## その他
その他に練習として行われる浮き方に、大の字浮き、背浮きなどがある。